# Yoldia excavata
Yoldia excavata är en musselart. Yoldia excavata ingår i släktet Yoldia och familjen Yoldiidae. Inga underarter finns listade i Catalogue of Life.